# Wimmenau
Wimmenau – miejscowość i gmina we Francji, w regionie Grand Est, w departamencie Dolny Ren.
Według danych na rok 1990 gminę zamieszkiwały 1012 osoby, a gęstość zaludnienia wynosiła 49 osób/km² (wśród 903 gmin Alzacji Wimmenau plasuje się na 265. miejscu pod względem liczby ludności, natomiast pod względem powierzchni na miejscu 62.).